# العلاقات الجامايكية الكيريباتية
العلاقات الجامايكية الكيريباتية هي العلاقات الثنائية التي تجمع بين جامايكا وكيريباتي.

## مقارنة بين البلدين
هذه مقارنة عامة ومرجعية للدولتين:
| وجه المقارنة                                              | جامايكا       | كيريباتي                        |
| --------------------------------------------------------- | ------------- | ------------------------------- |
| المساحة (كم2)                                             | 10.99 ألف     | 811                             |
| عدد السكان (نسمة)                                         | 2.95 مليون    | 116.40 ألف                      |
| الكثافة السكانية (ن./كم²)                                 | 268.43        | 14.35 ألف                       |
| العاصمة                                                   | كينغستون      | جنوب تاراوا                     |
| اللغة الرسمية                                             | لغة إنجليزية  | لغة إنجليزية، اللغة الكيريباتية |
| العملة                                                    | دولار جامايكي | دولار كريباتي، دولار أسترالي    |
| الناتج المحلي الإجمالي (بليون دولار)                      | 14.77 مليار   | 196.15 مليون                    |
| الناتج المحلي الإجمالي (تعادل القوة الشرائية) بليون دولار | 24.79 مليار   | 224.26 مليون                    |
| الناتج المحلي الإجمالي الاسمي للفرد دولار أمريكي          | 5.23 ألف      | 1.42 ألف                        |
| الناتج المحلي الإجمالي للفرد دولار أمريكي                 | 8.88 ألف      | 1.81 ألف                        |
| مؤشر التنمية البشرية                                      | 0.719         | 0.590                           |
| رمز المكالمات الدولي                                      | +1876         | +686                            |
| رمز الإنترنت                                              | .jm           | .ki                             |
| المنطقة الزمنية                                           | 00            |                                 |

## منظمات دولية مشتركة
يشترك البلدان في عضوية مجموعة من المنظمات الدولية، منها:
| علم المنظمة | اسم المنظمة                                 | تاريخ انضمام جامايكا | تاريخ انضمام كيريباتي |
| ----------- | ------------------------------------------- | -------------------- | --------------------- |
|             | يونسكو                                      | 7 نوفمبر 1962        | 24 أكتوبر 1989        |
|             | مجموعة دول أفريقيا والكاريبي والمحيط الهادئ | ?                    | ?                     |
|             | الأمم المتحدة                               | 18 سبتمبر 1962       | 14 سبتمبر 1999        |
|             | دول الكومنولث                               | ?                    | ?                     |
|             | الاتحاد البريدي العالمي                     | ?                    | ?                     |
|             | البنك الدولي للإنشاء والتعمير               | 21 فبراير 1963       | 29 سبتمبر 1986        |
|             | الاتحاد الدولي للاتصالات                    | 18 فبراير 1963       | 3 نوفمبر 1986         |
|             | منظمة حظر الأسلحة الكيميائية                | ?                    | ?                     |
|             | مؤسسة التمويل الدولية                       | 31 مارس 1964         | 2 أكتوبر 1986         |
|             | تحالف الدول الجزرية الصغيرة                 | ?                    | ?                     |

## وصلات خارجية
- موقع وزارة الخارجية الجامايكية